# Beaver Valley Provincial Park
Der Beaver Valley Provincial Park ist ein 767 ha großer Provinzpark im Zentrum der kanadischen Provinz British Columbia. Der Park liegt etwa 50 km südöstlich von Quesnel im Cariboo Regional District. Der Park liegt auf den Cariboo Plateau, welches ein Subplateau des Interior Plateau ist.

## Anlage
Das Schutzgebiet umschließt den hier seeartig erweiterten Beaver Creek, welcher schließlich in den Fraser River abfließt.
Bei dem von der Provinz als Class A-Park eingestuften Schutzgebiet handelt es sich um ein Schutzgebiet der IUCN-Kategorie II (Nationalpark).

## Geschichte
Das Schutzgebiet ist einer der neuesten Parks in der Provinz und wurde am 14. März 2013, zusammen 13 weiteren Schutzgebieten, mit dem Protected Areas of British Columbia Amendment Act eingerichtet.

## Flora und Fauna
Das Ökosystem von British Columbia wird mit dem Biogeoclimatic Ecological Classification (BEC) Zoning System in verschiedene biogeoklimatischen Zonen eingeteilt. Diese biogeoklimatischen Zonen zeichnen sich durch ein grundsätzlich identisches oder sehr ähnliches Klima sowie gleiche oder sehr ähnliche biologische und geologische Voraussetzungen aus. Daraus resultiert in den jeweiligen Zonen dann auch ein sehr ähnlicher Bestand an Pflanzen und Tieren. Der Park wird danach der Sub-Boreal Spruce Zone mit der Subzone Dry Warm (SBSdw1) zugeordnet.
Die Wälder im Park bestehen hauptsächlich aus Gewöhnlichen Douglasien, Engelmann-Fichten, Felsengebirgs-Tannen, Küsten-Kiefern und Amerikanische Zitterpappeln. In verschiedenen Bereichen des Parks wächst der Wald noch als Primärwald.
Der Park umfasst eins der wichtigen Winterrückzugsgebiete für Maultierhirsche. Außerdem kommen hier noch eine Unterart des bedrohten Schweifhuhns (Tympanuchus phasianellus columbianus, engl. „Columbian sharp-tailed grouse“) vor. Ebenfalls im Park findet sich der Kanadareiher und die Nordamerikanische Rohrdommel.
In den Gewässern kommen Northern Pikeminnow sowie verschiedene Saugkarpfen (z. B. Catostomus macrocheilus oder Catostomus catostomus) vor.